# Пупин (лунный кратер)
Кратер Пупин (лат. Pupin) — маленький ударный кратер в восточной части Моря Дождей на видимой стороне Луны. Название присвоено в честь американского физика и физхимика Михаила Пупина (1858—1935) и утверждено Международным астрономическим союзом в 1976 г. 

## Описание кратера

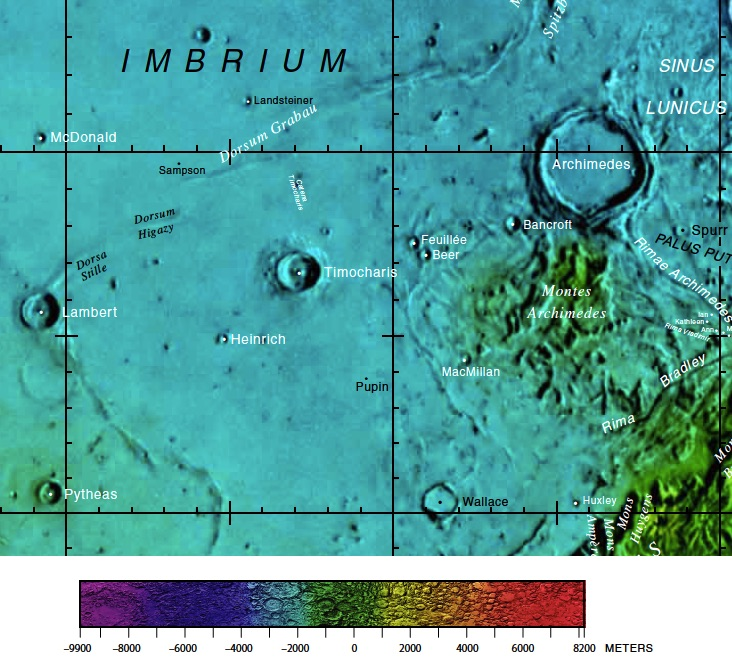
Окрестности кратера Пупин. Фрагмент карты видимой стороны Луны.

Ближайшими соседями кратера являются кратер Хейнрих на западе-северо-западе; кратер Тимохарис на северо-западе; кратеры Фейе и Бэр на севере-северо-востоке; кратер Макмиллан на востоке и кратер Уоллес на юго-востоке. На востоке-северо-востоке от кратера находятся горы Архимед. Селенографические координаты центра кратера 23°52′ с. ш. 11°00′ з. д. / 23,87° с. ш. 11° з. д., диаметр 2,2 км, глубина 360 м.
Кратер Пупин имеет циркулярную чашеобразную форму и практически не разрушен. Высота вала над окружающей местностью достигает 70 м, объем кратера составляет приблизительно 0,3 км³. По морфологическим признакам кратер относится к типу ALC (по названию типичного представителя этого класса — кратера Аль-Баттани C).
До получения собственного наименования в 1976 г. кратер имел обозначение Тимохарис K (в системе обозначений так называемых сателлитных кратеров, расположенных в окрестностях кратера, имеющего собственное наименование).

## Сателлитные кратеры
Отсутствуют.

## См.также
- Список кратеров на Луне
- Лунный кратер
- Морфологический каталог кратеров Луны
- Планетная номенклатура
- Селенография
- Минералогия Луны
- Геология Луны
- Поздняя тяжёлая бомбардировка